# Patrick O’Flynn

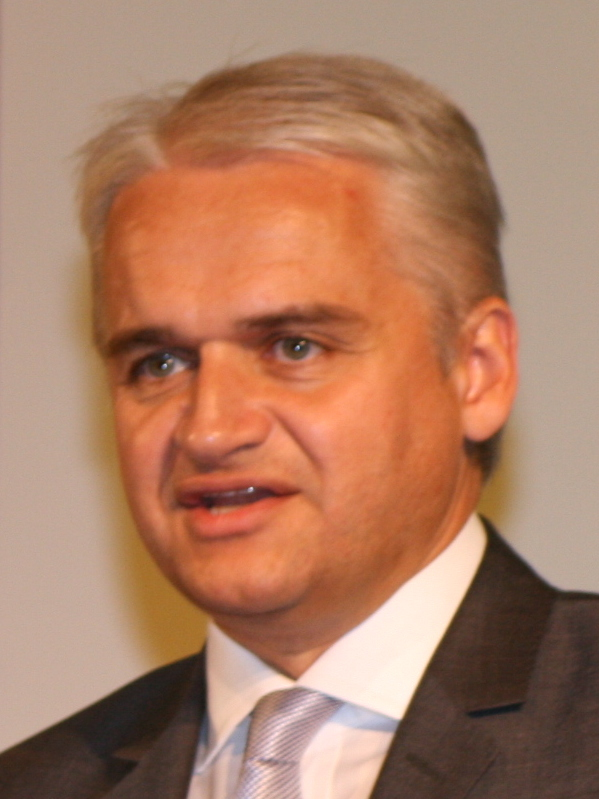
Patrick O’Flynn

Patrick James O’Flynn (* 29. August 1965 in Cambridge; † 20. Mai 2025) war ein britischer Journalist und Politiker (UKIP, SDP).

## Leben
O’Flynn besuchte das Parkside Community College und das Long Road Sixth Form College. Er studierte am King’s College in Cambridge und an der City University London, wo er einen Abschluss in Journalismus machte. Anschließend arbeitete er als Kommentator und Redakteur für die Boulevardzeitung Daily Express.
Von 2014 bis zum 1. Juli 2019 war O’Flynn Abgeordneter im Europäischen Parlament.  Dort war er Mitglied im Ausschuss für Wirtschaft und Währung. Er wurde für die UK Independence Party (UKIP) gewählt, verließ aber im November 2018 auf Grund des Rechtsrucks die Partei und schloss sich der Social Democratic Party an.